# وی‌فوروارد
شرکت فناوری های وِی‌فوروارد (به انگلیسی: WayForward Technologies, Inc.) یک توسعه‌دهنده و ناشر بازی‌های ویدیویی آمریکایی است که در والنسیای کالیفرنیا مستقر است. وی‌فوروارد در مارس ۱۹۹۰ توسط کارآفرین حوزهٔ تکنولوژی ولدی وی با هدف توسعه بازی‌هایی برای کنسول‌هایی مثل سوپر نینتندو و سگا جنسیس و همچنین بازی‌های تلویزیونی و نرم‌افزار آموزشی برای رایانه تأسیس شد. در سال ۱۹۹۷، بخش بازی های ویدیویی خود را مجدداً راه اندازی شد و شرکت به عنوان یک پیمانکار برای ناشران قرار داده شد.